# Pietro Leemann
Pietro Leemann (Giumaglio, 24 luglio 1961) è un cuoco svizzero.

## Biografia
Il suo mentore è stato il grande cuoco svizzero Angelo Conti Rossini che con una sublime crema bavarese di vaniglia lo convinse a intraprendere la carriera di cuoco.
Le sue prime esperienze sono state al ristorante Bianchi di Lugano (1 stella Michelin), di cucina classica italiana e in seguito al Corviglia di Saint Moritz, di cucina classica francese.
All'età di 20 anni entra a far parte della brigata dell'Hotel de Ville di Fredy Girardet a Crissier, considerato allora uno dei maggiori ristoranti di nouvelle cuisine.
In seguito approda in Italia da Gualtiero Marchesi, il fautore della nuova cucina creativa italiana.
A 23 anni inizia a pensare alla possibilità di diventare vegetariano.
Prende un anno sabbatico, frequenta corsi di psicologia e filosofia all'Università di Ginevra, dove ha inizio la sua trasformazione.
Dopo nuove esperienze di lavoro a Montreux, Ginevra e Wetzikon, si rende conto che la cucina occidentale è molto lontana dai modelli di benessere da lui auspicati.
Per aprire i suoi orizzonti, decide di partire per l'Asia, vivendo tra Cina e Giappone per più di due anni.
Si immerge a pieno nella cultura e filosofia di quei luoghi, insegnando nella prestigiosa scuola di Tsuji di Osaka, cucinando e sperimentando molto.
In Oriente inizia anche le pratiche meditative e approfondisce la sua conoscenza di pensieri e religioni di quei luoghi.
In Cina pratica il Tai Chi Chuan, arte marziale della quale diventa insegnante.
In Giappone pratica il Kendō ed entra in contatto con la grande cultura Zen.
Approfondisce la dietetica cinese e l'ayurveda, le grandi scienze mediche di quei luoghi, che diventeranno le basi dietetiche della sua cucina.
In Oriente, riconsidera il suo rapporto con la natura e con tutti gli esseri e decide di diventare vegetariano.
Tornato in Europa, nel 1989 assieme ad un gruppo di amici apre Joia, primo ristorante vegetariano in Europa ad aver ottenuto nel 1996 una stella Michelin.
Nel 2008 abbraccia la cultura dei Veda, la scienza dell'India Antica, e diventa discepolo di Matsyavatara das, al secolo Marco Ferrini, fondatore del Centro Studi Bhaktivedanta.
Il suo intento negli anni è stato quello di influenzare lo stile alimentare italiano ed europeo per cercare di portare le persone ad una maggiore riflessione sugli aspetti salutari, etici e morali legati alla scelta del cibo.
La sua cucina è composta da elementi di forma e di gusto che rappresentano la natura, intesa come punto di riferimento e di partenza per ogni ricerca di salute e piacere.
È Chef Ambassador di EXPO Milano 2015, consulente di aziende alimentari, tiene corsi e conferenze in Italia e all'estero.
Ha fondato Joia Academy, scuola che insegna i precetti della cucina vegetariana e nel 2014, insieme al giornalista gastronomico Gabriele Eschenazi, fonda The Vegetarian Chance, associazione culturale che intende promuovere la cucina e la cultura vegetariana.
Ha scritto numerosi libri e articoli ed è ospite regolare di trasmissioni televisive.

## Opere
- Alta cucina vegetariana, Giorgio Bernardini Editore, 1990.
- Colori, gusti e consistenze nell'alta cucina naturale, Abitare Segesta, 1997.
- La cucina di villa Sui Yuan, Electa, 2005.
- Diario di un cuoco, Ponte alle grazie, 2007.
- In verde, Reed Gourmet, 2011.
- Joia, Giunti editore, 2012.
- Il sale della vita, Mondadori e Electa, 2015.
- Il codice della cucina vegetariana, Giunti editore, 2019.